# Edwin Valero
Edwin Antonio Valero Vivas (El Vigía, Mérida, 3 de diciembre de 1981-Valencia, 19 de abril de 2010) también conocido el Inca Valero, fue un boxeador profesional venezolano. Conquistó los títulos mundiales de peso superpluma de la Asociación Mundial de Boxeo y peso ligero del Consejo Mundial de Boxeo. Consiguió 18 victorias consecutivas por nocaut en el primer asalto, marca sobrepasada por Tyrone Brunson. En su carrera profesional ganó un total de 27 peleas, todas por KO.

## Trayectoria profesional
Edwin Valero se inició en el boxeo a la edad de 12 años, según se informa, compilando un registro aficionado de 86-6 con 45 KO. Fue campeón amateur venezolano tres años seguidos.
El 25 de febrero de 2006, Valero estableció un nuevo récord mundial al ganar sus primeros 18 combates como profesional en el primer asalto, ya que en su decimonoveno combate, el 25 de marzo de 2006, no dejó fuera de combate a Genaro Trazancos hasta el segundo asalto. El anterior récord consecutivo de victorias en el primer asalto había sido de 15 por nocauts por Young Otto, que logró esa hazaña en 1905.
Valero derrotó al campeón panameño Vicente "El Loco" Mosquera por KO en el décimo asalto el 5 de agosto de 2006, en Ciudad de Panamá. Sin embargo, Vicente el Loco Mosquera fue el único boxeador que logró derribar a Valero, cosa que hizo en el tercer asalto. Con esta victoria, Valero ganó el título WBA superpluma y lo defendió en otras cuatro ocasiones. La última pelea fue contra Takehiro Shimada en Tokio el 12 de junio de 2008.
El 3 de septiembre de 2008, Valero dejó vacante su título WBA y se trasladó al peso ligero. El 4 de abril de 2009, Valero luchó contra Antonio Pitalúa para obtener la vacante del Consejo Mundial de Boxeo (WBC) en el título mundial de peso ligero en el Frank Erwin Center de Austin (Texas)=. La pelea en Austin fue la primera vez que Valero luchó en los Estados Unidos desde 2003. Después de un primer asalto sin incidentes, Valero golpeó a Pitalúa con un gancho derecho en cuestión de segundos. Pitalúa se levantó, pero se cayó a la lona de nuevo porque Valero no cesó el voraz asalto contra él. Después de levantarse de nuevo, Pitalúa fue atrapado en una esquina con un lanzamiento de Valero acumulando tal cantidad de golpes que el árbitro tuvo que detener la lucha.

## Accidente
El 5 de febrero de 2001, Valero se vio envuelto en un grave accidente de moto en el que no llevaba casco. Se había fracturado el cráneo y tuvo que ser sometido a una intervención quirúrgica para remover un coágulo de sangre en el cerebro. Esta lesión fue antes de su lanzamiento como boxeador profesional, y creó obstáculos para avanzar en su trayectoria deportiva. Pero Valero afirmó que su médico le autorizó a la lucha el 17 de enero de 2002 que fue la primera pelea que tuvo con rango profesional y que por cierto ganó en el primer asalto por KO como de costumbre.
Valero estaba programado para aparecer en HBO Boxeo, pero en enero de 2004, en la exploración de una resonancia magnética en el cerebro se le descubrieron irregularidades y, por tanto no se le permitió la pelea que tenía programada en los Estados Unidos. Siguió con su carrera fuera de los Estados Unidos, y a partir del 25 de marzo de 2008, a Valero se le autorizó pelear en el estado de Texas, que fue el único estado que le dieron licencia para poder pelear dentro de los Estados Unidos. Sin embargo, la visa estadounidense le fue negada debido principalmente a su ideología chavista.

## Arresto y rehabilitación
Valero fue arrestado el 25 de marzo de 2010, luego de que amenazara al personal médico del hospital al que acababa de ingresar su esposa. Su esposa presentaba varios hematomas en el cuerpo y un neumotórax, así como una perforación en el pulmón producto de una costilla rota. Aunque la esposa de Valero afirmó que las heridas fueron causadas al caer accidentalmente por las escaleras, los doctores pusieron en duda esta versión. Posteriormente Valero ingresó al hospital y amenazó con golpear a los médicos si la noticia se filtraba a los medios de comunicación, fue entonces cuando fue arrestado. Seis meses antes, Valero había sido acusado de maltrato doméstico por su madre y su esposa, pero posteriormente ellas retiraron la denuncia. Valero se presentó en los tribunales y se declaró alcohólico, por lo que estuvo 5 días en el hospital San Juan de Dios por desintoxicación. Posteriormente fueron detectados rastros de metabolitos de cocaína en su sangre.

## Asesinato de su esposa
Llegó junto a su esposa al Hotel InterContinental Valencia (Estado Carabobo) alrededor de las 11:30 p. m. del 17 de abril de 2010 y permanecieron "conversando tranquilamente" en el vestíbulo del hotel durante unas 2 horas. Luego subieron a la habitación que se les había asignado y alrededor de las 5:30 de la madrugada el boxeador bajó a la recepción para explicar al personal del hotel los hechos violentos que habían tenido lugar en la habitación. El personal de seguridad del hotel dio parte de los hechos a la policía. Según el director general, el cuerpo de Jennifer Carolina Veira de Valero presentaba tres heridas de arma blanca y se hallaba en la cama. Valero confesó con tranquilidad que la había asesinado.

## Muerte
A la 1:30 de la madrugada del 19 de abril de 2010, apareció en los calabozos de la policía de Carabobo ahorcado en su celda con sus propios pantalones, además se dice que sus boxers los había metido en su boca para no emitir ruidos, tras haber sido detenido el día anterior por el asesinato de su esposa. Según informó el director del Cicpc, Wilmer Flores Trossel: "Un recluso que se encontraba en un área adyacente, escuchaba ruidos en el interior de la celda y le participa a los cuerpos policiales, quienes inmediatamente se acercan y observan el cuerpo del boxeador "Inca" Valero colgado utilizando sus propias prendas de vestir para ahorcarse y como punto fijo la reja de su celda". Explicó que según versiones de los oficiales "Inca" Valero todavía presentaba signos vitales pero posteriormente perdió la vida por asfixia mecánica (ahorcamiento).

## Peleas
| 27 Victorias (27 Knockouts), 0 Derrotas, 0 Empates |        |                           |      |               |            |                                                         |                                                           |
| Res.                                               | Récord | Oponente                  | Tipo | Rd., Time     | Fecha      | Lugar                                                   | Notas                                                     |
| Victoria                                           | 27-0   | Antonio DeMarco           | RTD  | 9 (12), 3:00  | 2010-02-06 | Monterrey Arena, Monterrey, Nuevo León                  | Retiene el título mundial de la WBC del peso ligero.      |
| Victoria                                           | 26-0   | Héctor Velázquez          | RTD  | 7 (12), 00:10 | 2009-12-19 | Domo José María Vargas, La Guaira, Vargas               | Retiene el título mundial de la WBC del peso ligero.      |
| Victoria                                           | 25-0   | Antonio Pitalúa           | TKO  | 2 (12), 00:39 | 2009-04-04 | Frank Erwin Center, Austin, Texas                       | Gana el título mundial vacante de la WBC del peso ligero. |
| Victoria                                           | 24-0   | Takehiro Shimada          | TKO  | 7 (12), 1:55  | 2008-06-12 | Nippon Budokan, Tokio                                   | Retiene el título mundial de la WBA del peso superpluma.  |
| Victoria                                           | 23-0   | Zaid Zavaleta             | TKO  | 3 (12), 1:18  | 2007-12-15 | Plaza de Toros, Cancún, Quintana Roo                    | Retiene el título mundial de la WBA del peso superpluma.  |
| Victoria                                           | 22-0   | Nobuhito Honmo            | TKO  | 8 (12), 1:54  | 2007-05-03 | Ariake Coliseum, Tokio                                  | Retiene el título mundial de la WBA del peso superpluma.  |
| Victoria                                           | 21-0   | Michael Lozada            | TKO  | 1 (12), 1:12  | 2007-01-03 | Ariake Coliseum, Tokio                                  | Retiene el título mundial de la WBA del peso superpluma.  |
| Victoria                                           | 20-0   | Vicente Mosquera          | TKO  | 10 (12), 2:00 | 2006-08-05 | Figali Convention Center, Fort Amador, Ciudad de Panamá | Gana el título mundial de la WBA del peso superpluma.     |
| Victoria                                           | 19-0   | Genaro Trazancos          | TKO  | 2 (6), 1:48   | 2006-03-25 | World Memorial Hall, Kobe, Hyōgo                        | Primer oponente que supera el primer asalto.              |
| Victoria                                           | 18-0   | Whyber García             | TKO  | 1 (12), 2:57  | 2006-02-25 | Centro Recreacional Yesterday, Turmero, Aragua          | Eliminatoria WBA superpluma.                              |
| Victoria                                           | 17-0   | Aram Ramazyan             | KO   | 1 (8), 0:20   | 2005-12-05 | Palais Omnisports, París                                |                                                           |
| Victoria                                           | 16-0   | Hero Bando                | TKO  | 1 (6), 1:56   | 2005-09-25 | Yokohama Arena, Kanagawa                                |                                                           |
| Victoria                                           | 15-0   | José Hernández            | KO   | 1 (10), 0:41  | 2005-08-13 | Círculo Militar, Maracay, Aragua                        |                                                           |
| Victoria                                           | 14-0   | Esteban de Jesús Morales  | KO   | 1 (10), 1:15  | 2005-07-01 | Arena Roberto Durán, Ciudad de Panamá                   |                                                           |
| Victoria                                           | 13-0   | Hernán Abraham Valenzuela | TKO  | 1 (10), 2:10  | 2005-05-21 | Caseros, Buenos Aires                                   |                                                           |
| Victoria                                           | 12-0   | Tomas Valenzuela Zambrano | TKO  | 1 (10), 1:45  | 2003-12-18 | Marriott Hotel, Irvine, California                      |                                                           |
| Victoria                                           | 11-0   | Alejandro Heredia         | KO   | 1 (10), ?     | 2003-10-27 | Parque Naciones Unidas, Caracas                         |                                                           |
| Victoria                                           | 10-0   | Roque Cassiani            | TKO  | 1 (8), 2:21   | 2003-08-28 | Marriott Hotel, Irvine, California                      |                                                           |
| Victoria                                           | 9-0    | Emmanuel Ford             | TKO  | 1 (6), ?      | 2003-07-19 | Activities Center, Maywood, California                  |                                                           |
| Victoria                                           | 8-0    | Dairo Julio               | TKO  | 1 (8), ?      | 2003-05-23 | Hotel Tamanaco InterContinental, Caracas                |                                                           |
| Victoria                                           | 7-0    | Edgar Mendoza             | TKO  | 1 (8), ?      | 2003-05-17 | Centro Recreacional Yesterday, Turmero, Aragua          |                                                           |
| Victoria                                           | 6-0    | Danny Sandoval            | KO   | 1 (8), ?      | 2003-03-22 | Centro Recreacional Yesterday, Turmero, Aragua          |                                                           |
| Victoria                                           | 5-0    | Julio Pineda              | KO   | 1 (6), ?      | 2002-11-30 | Caracas                                                 |                                                           |
| Victoria                                           | 4-0    | Luis Soto                 | TKO  | 1 (6), ?      | 2002-11-30 | Caracas                                                 |                                                           |
| Victoria                                           | 3-0    | Angel Alirio Rivero       | TKO  | 1 (4), ?      | 2002-10-26 | Centro Recreacional Yesterday, Turmero, Aragua          |                                                           |
| Victoria                                           | 2-0    | Danny Sandoval            | TKO  | 1 (4), ?      | 2002-09-23 | Caracas                                                 |                                                           |
| Victoria                                           | 1-0    | Eduardo Hernández         | TKO  | 1 (4), 2:02   | 2002-07-09 | Parque Naciones Unidas, Caracas                         | Debut profesional de Valero.                              |